# Minderheitsbedingung
Die Minderheitsbedingung (auch Minderheitskriterium) ist ein Qualitätskriterium für Sitzzuteilungsverfahren und Wahlsysteme in ihrer Gesamtstruktur. Sie besagt, dass eine Partei ohne einen Stimmenanteil von mindestens 50 % keinen Mandatsanteil von 50 % oder gar die absolute Mandatsmehrheit erhalten kann. Die Forderung gilt nur für einzelne Parteien, erhält eine Koalition aus mehreren Parteien, welche weniger als 50 % der Stimmen auf sich vereinen, eine Mandatsmehrheit, so stellt dies keine Verletzung der Minderheitsbedingung dar. Unter den üblichen proportionalen Sitzzuteilungsverfahren erfüllt ohne Modifikation einzig das Adams-Verfahren die Minderheitsbedingung.
Weder das deutsche Bundestagswahlsystem noch ein Landtags- oder Kommunalwahlsystem erfüllt die Minderheitsbedingung, zum einen aufgrund des verwendeten Sitzzuteilungsverfahrens, bei Landtags- und Bundestagswahlen auch wegen Sperrklauselregelungen und Überhangmandaten.
Um die Notwendigkeit einer Koalitionsbildung zu vermeiden, kann es nahe liegen, bei der Sitzzuteilung auf die Minderheitsbedingung zu verzichten, oder gar die Mehrheitsbedingung zu erfüllen. Was unter „Qualität“ im Einzelfall zu verstehen ist, hängt also von den verfolgten Zielen ab.